# Deltoclita
Deltoclita Simon, 1887 è un genere di ragni appartenente alla famiglia Thomisidae.

## Distribuzione
Le tre specie note di questo genere sono diffuse in Brasile e Perù

## Tassonomia
Non sono stati esaminati esemplari di questo genere dal 1943.
A giugno 2014, si compone di tre specie:
- Deltoclita bioculata Mello-Leitão, 1929 — Brasile
- Deltoclita rubra Mello-Leitão, 1943 — Brasile
- Deltoclita rubripes (Keyserling, 1880)[2] — Perù, Brasile